# 教宗沙彬
教宗沙彬（拉丁語：Sabinianus PP.；？—606年2月22日）原名不详，於604年9月13日至606年2月22日任教宗。

## 译名列表
- 沙彬：香港天主教教區檔案　歷任教宗作沙彬。